# Looze
Looze ist eine französische Gemeinde im Département Yonne in der Region Bourgogne-Franche-Comté. Sie gehört zum Arrondissement Sens und zum Kanton Joigny. Die Gemeinde hat 438 Einwohner (Stand: 1. Januar 2022), die Looziens genannt werden.

## Geographie
Looze liegt etwa 27 Kilometer nordnordwestlich von Auxerre. Umgeben wird Looze von den Nachbargemeinden Joigny im Norden und Westen, Brion im Osten sowie Laroche-Saint-Cydroine im Süden und Südosten.

## Bevölkerungsentwicklung
| Jahr                      | 1962 | 1968 | 1975 | 1982 | 1990 | 1999 | 2006 | 2015 |
| ------------------------- | ---- | ---- | ---- | ---- | ---- | ---- | ---- | ---- |
| Einwohner                 | 252  | 246  | 335  | 304  | 390  | 425  | 452  | 454  |
| Quelle: Cassini und INSEE |      |      |      |      |      |      |      |      |

## Sehenswürdigkeiten
- Kirche Saint-Éloi
- Schloss Looze, seit 1963 Monument historique

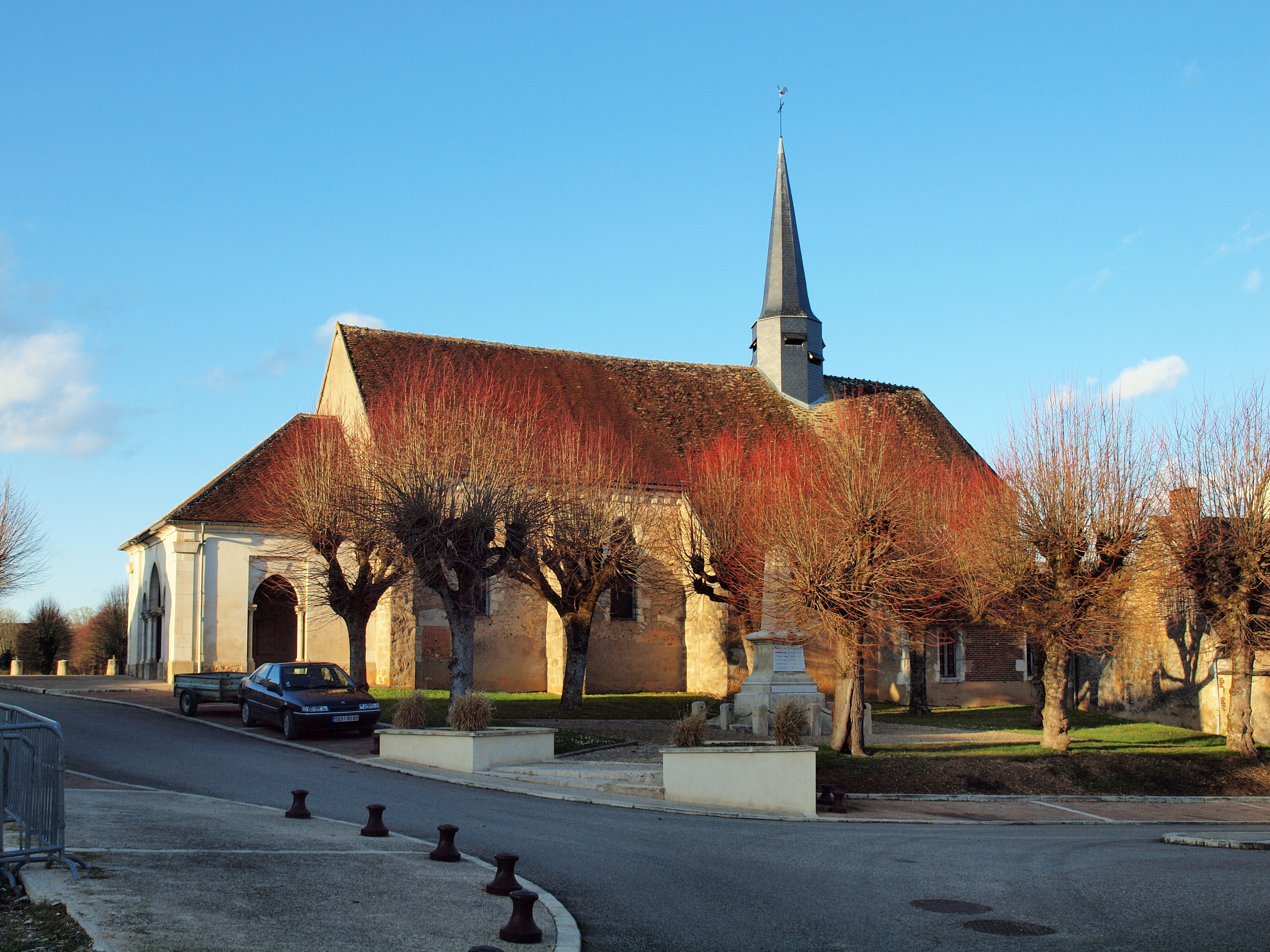
Kirche Saint-Éloi